# ديبورتيفو مابوتو
جروبو ديبورتيفو مابوتو المعروف بأسم ديبورتيفو مابوتو ما يمكن ترجمته بالتجمع الرياضي لمابوتو فريق كرة قدم من مدينة مابوتو في الموزمبيق ينشط في دوري الدرجة الأولى الموزمبيقي.
تم تأسيس الفريق في سنة 1921 تحت اسم جروبو ديبورتيفو دي لورنسو ماركيس, و بعد استقلال موزمبيق من البرتغال، تحول اسم الفريق للأسم الحالي.
في سنة 1925 فاز الفريق ببطولة منطقة لورنسو ماركس (الاسم القديم لمابوتو) هذه البطولة التي أُقيمت بين سنتي 1922 و 1961 لما كان البلد تحت الحكم البرتغالي التي فاز بها سبع مرات أخرى، في سنة 1957 فاز الفريق ببطولة الموزمبيق بينما فاز الفريق بآخر بطولة محلية له سنة 2006 و في سنة 2012 هبط الفريق لأول مرة في تاريخه.
وصل الفريق إلى نصف نهائي كأس الكونفيديرالية الأفريقية سنة 1989–1990 .

## البطولات

### بطولة منطقة لورنسو ماركس
1925, 1926, 1927, 1929, 1937, 1944, 1945, 1946, 1952, 1956, 1957, 1959.

### بطل موزمبيق

#### العهد الكولونيالي
1957, 1964.

#### العهد الحالي
1977, 1978, 1983, 1988, 1995, 2006.

### كأس موزمبيق
1981, 2006.

## مشاركات أفريقية

### رابطة ابطال أفريقيا
مشاركة واحدة : 2006–2007 

### كأس الكونفيدرالية الأفريقية
مشاركة : 1989–1990
مشاركة : 2015-2016

## وصلات خارجية
- موقع الفريق
- صفحة الفريق على سوكر واي